# Ian Porterfield
Ian Porterfield, né le 11 février 1946 à Dunfermline et mort le 11 septembre 2007, était un footballeur écossais évoluant au poste de milieu de terrain qui fut ensuite entraîneur.

## Carrière de joueur
Auteur d'une solide carrière comme joueur professionnel, notamment avec Sunderland, il signe le seul but de la finale de la FA Cup 1973 face aux favoris de Leeds United. Sunderland jouait alors en Division 2. Il évolue dix ans sous le maillot de Sunderland pour 254 matchs officiels disputés et 19 buts, dont 229 (17) en championnat d'Angleterre (D1 ou D2).

## Carrière d'entraîneur
Sa carrière de près de trois décennies comme entraîneur le conduit d'abord à prendre en mains quelques clubs britanniques, comme Chelsea FC. À partir de 1993, il devient principalement sélectionneur d'équipes nationales. Il était responsable l'équipe d'Arménie au moment de son décès, le 11 septembre 2007 et son équipe restait sur un bon match nul 1-1 face au Portugal. 

## Palmarès
- Coupe d'Angleterre : 1973